# Slawek Wojnarowski
Slawek Wojnarowski est un guitariste chanteur, auteur et compositeur franco-polonais, musicologue, né à Wschowa en Pologne en 1962. Il vit actuellement en Bretagne.

## Discographie
- 1996 : La Baignoire pleine d'histoires, N-Less / Blue West
- 1998 : D'est en ouest (Ze Wschodu na Zachod), N-Less / Blue West
- 2000 : Conte chanté et dansé, musique pour enfant avec Pierrig Le Dréau, Blue West
- 2003 : Istanblues, Socadisc / Blue West
- 2005 : Paris Melesse (live CD/DVD), Coop Breiz / Blue West
- 2011 : Un bleu de poche, musique et poésie avec Pascal Fauvel, Blue West
- 2013 : Papillon, Blue West